# Bainoceratops
Bainoceratops efremovi
Genre
Espèce
Bainocertops est un genre éteint de dinosaures cératopsiens ayant vécu à la fin du Campanien (Crétacé supérieur). Ses fossiles ont été découverts dans la formation de Djadokhta en Mongolie.

## Taxonomie
On ne lui connait qu'une seule espèce, Bainoceratops efremovi, possiblement nomen dubium ; elle a été synonymisée avec Protoceratops andrewsi par P. J. Makovicky et M. A. Norell (2006). À l'heure actuelle, uniquement une portion de colonne vertébrale fossilisée de Bainocertops a été trouvée.

## Paléoécologie
Bainoceratops efremovi a côtoyé le mammifère Zalambdalestes, les ornithischiens Pinacosaurus et Protoceratops, et les théropodes Byronosaurus, Citipati, Oviraptor, Saurornithoides et Velociraptor.